# Марк Валерий Левин
Вижте пояснителната страница за други личности с името Валерий Левин.
Марк Валерий Левин (на латински: Marcus Valerius Laevinus) e политик и генерал на Римската република през 3 век пр.н.е. по времето на Първата римско-македонска война. 
През 227 пр.н.е. той е първият претор - военен управител на новосъздадената провинция Сицилия. През 220 пр.н.е. Валерий е избран за консул заедно с Квинт Муций Сцевола.
През 215 пр.н.е. е претор peregrinus и командва войските в Апулия в Бриндизи. Заради сключен съюз между Ханибал и Филип V Македонски, той става комендант на флота и действа в Илирия и Адриатическо море до пролетта на 210 пр.н.е.
През 210 пр.н.е. е избран за консул с Марк Клавдий Марцел. През 208 пр.н.е. е проконсул на Сицилия. 206 пр.н.е. се връща обратно в Рим. Валерий умира между 203 пр.н.е. и 200 пр.н.е. и не доживява избухването на Втората македонско-римска война.